# Kruszyna (gromada w powiecie słupskim)
Kruszyna – dawna gromada, czyli najmniejsza jednostka podziału terytorialnego Polskiej Rzeczypospolitej Ludowej w latach 1954–1972.
Gromady, z gromadzkimi radami narodowymi (GRN) jako organami władzy najniższego stopnia na wsi, funkcjonowały od reformy reorganizującej administrację wiejską przeprowadzonej jesienią 1954 do momentu ich zniesienia z dniem 1 stycznia 1973, tym samym wypierając organizację gminną w latach 1954–1972.
Gromadę Kruszyna z siedzibą GRN w Kruszynie utworzono – jako jedną z 8759 gromad na obszarze Polski – w powiecie słupskim w woj. koszalińskim na mocy uchwały nr 43/54 WRN w Koszalinie z dnia 5 października 1954. W skład jednostki weszły obszary dotychczasowych gromad Kruszyna, Żelki, Żelkówko, Płaszewo i Kwakowo ze zniesionej gminy Żelki, obszar dotychczasowej gromady Lulemino ze zniesionej gminy Kobylnica oraz obszar dotychczasowej gromady Lubuń ze zniesionej gminy Dębnica Kaszubska w tymże powiecie. Dla gromady ustalono 13 członków gromadzkiej rady narodowej.
31 grudnia 1971 gromadę Kruszyna zniesiono, a jej obszar włączono do gromady Kobylnica w tymże powiecie.